# Pistolet maszynowy KRISS Vector
KRISS Vector – pistolet maszynowy zasilany amunicją .45 ACP, zaprojektowany przez KRISS USA (dawniej TDI − Transformational Defense Industries) w 2006 roku. Pierwszy seryjny egzemplarz został wyprodukowany w 2009 roku.

## Warianty
Samoczynno-samopowtarzalny wariant, sprzedawany jako Vector SMG, posiada lufę długości 5,5 cala. KRISS produkuje również dwa inne, przeznaczone na rynek cywilny wersje samopowtarzalne tej broni:
- Vector SBR/SO (ang. SBR − Short Barrel Rifle albo Short BaRrel),
- Vector CRB/SO (ang. CRB − CaRBine). KRISS ogłosiło również, że planuje zaadaptować ten system do naboi większej mocy (Gauge 12) dla strzelby MVS oraz do ciężkiego karabinu maszynowego .50 BMG (na razie jeszcze bez nazwy).